# لونبورگ هات ناتوره پارک
لونبورگ هات ناتوره پارک (به آلمانی: Naturpark Lüneburger Heide) یک منطقهٔ مسکونی در آلمان است که در هایدکرایس واقع شده‌است.